# Majdan Nezalezjnosti
Majdan Nezalezjnosti eller Uafhængighedspladsen (ukrainsk: Майдан Незалежності) er den centrale plads i Ukraines hovedstad, Kyiv.
Pladsen fik dens navn i 1991 efter Ukraines uafhængighedserklæring som medførte Sovjetunionens sammenbrud.